# Guerre russo-turque de 1828-1829
Pour les articles homonymes, voir Guerre russo-turque.
Guerres russo-turques
Batailles
Siège de Varna • Kulevtcha (actuelle Bulgarie) • etc
La neuvième guerre russo-turque se déroule de 1828 à 1829 lorsque la Russie décide de soutenir la révolte des Grecs contre l'Empire ottoman.

## Soutien russe à la révolte grecque

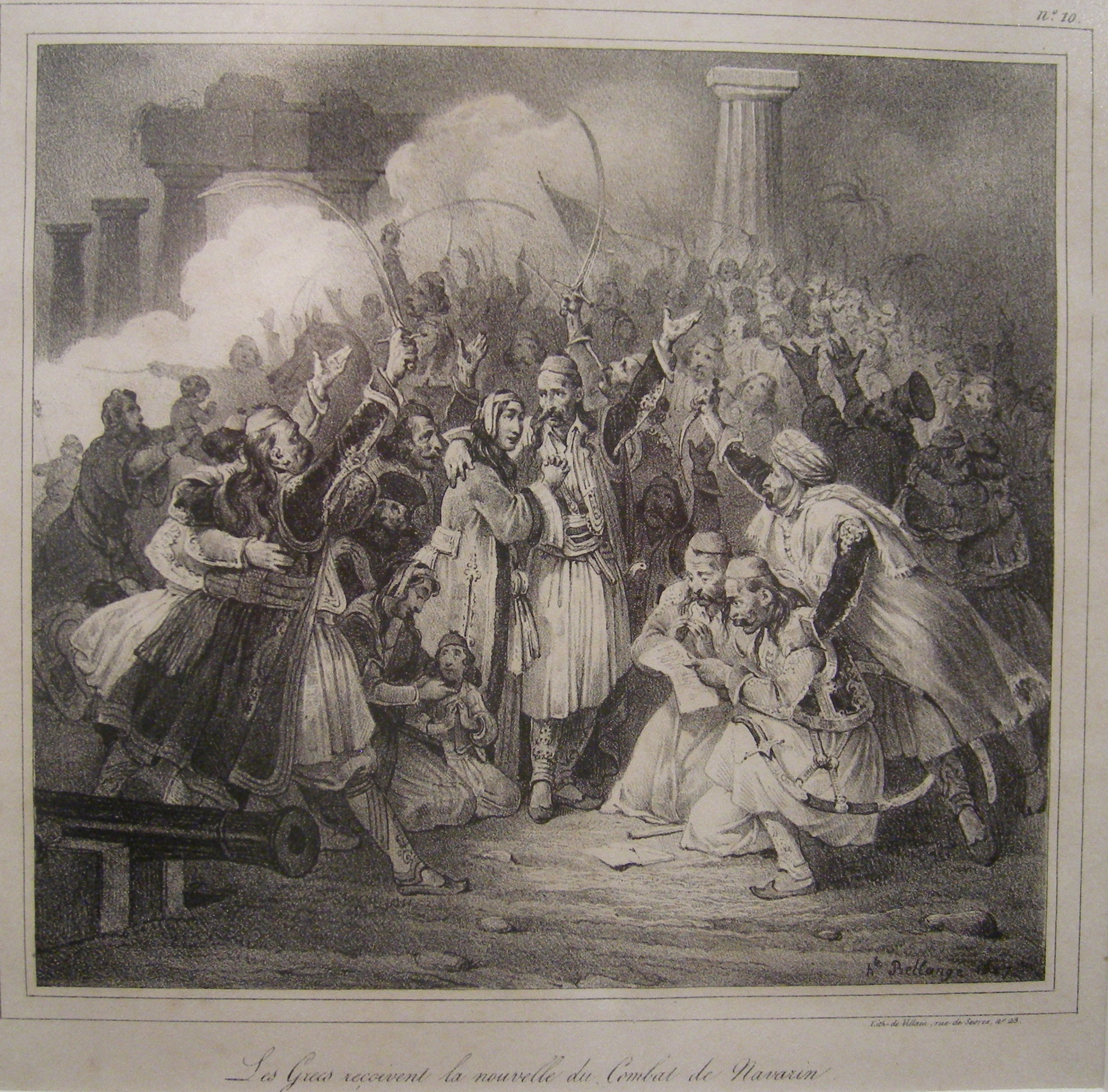
Les insurgés grecs fêtant la nouvelle de la victoire des alliés à la bataille de Navarin, 1827.

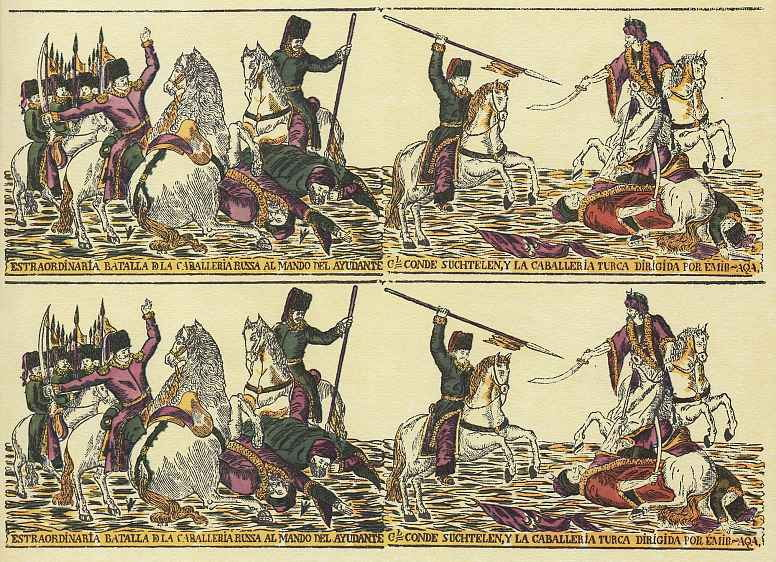
Combat de cavalerie entre Russes et Ottomans, gravure espagnole, 1828.

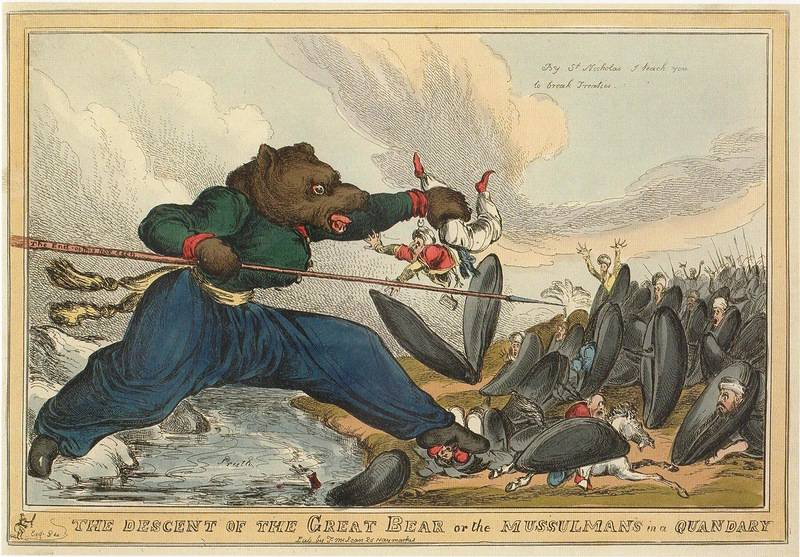
L'ours cosaque, caricature britannique de William Heath, 1828.

À cette époque, la Russie se voulait la « protectrice naturelle » des chrétiens orthodoxes des Balkans. Les Serbes s'étaient soulevés en 1804 et 1815 et les Roumains suivirent en 1821. Serbie, Valachie et Moldavie s'émancipaient de plus en plus et se rapprochaient de la Russie. Celle-ci avait d'ailleurs annexé en 1812 la moitié orientale de la Moldavie, alors appelée Bessarabie. Comme les autres puissances de la Sainte-Alliance après le congrès de Vienne, la Russie faisait circuler des agents pour prendre la mesure de la faiblesse ou non de l'Empire ottoman, dit l'Homme malade de l'Europe.
De plus, depuis le XVIIIe siècle, des sociétés philhellènes, animées par des émigrés grecs, inspiraient la solidarité des Occidentaux vis-à-vis de leur cause. Une « Société des Amis » pour l'indépendance de la Grèce s'était créée à Odessa, où vivait une forte minorité grecque. Ces Grecs étaient sous la protection de la Russie et avaient le même objectif : soutenir les révoltes anti-ottomanes afin d'obtenir une intervention militaire russe. Toute l'Europe intellectuelle et romantique déplorait le sort des Grecs, de Lord Byron à Victor Hugo. Lorsque les révoltes grecque et roumaine éclatent en 1821, la Russie reste sur ses gardes face à la Révolution grecque et au congrès d'Épidaure de 1822, car elle ne tient pas à une guerre isolée contre l'Empire ottoman. Mais le massacre de Chios par les Turcs cette même année révolte l'Europe, et le Royaume-Uni se montrant finalement bien disposé à l'égard d'une délégation grecque venue lui demander de l'aide, la Russie change d'attitude, afin de ne pas laisser l'initiative à l'Angleterre, son rival principal pendant tout le XIXe siècle.
Alexandre Ier propose la tenue d'un congrès en janvier 1824 afin de proposer la partition de la Grèce en trois, chacune des régions bénéficiant d'une certaine autonomie sur le modèle des principautés roumaines et de la Serbie, autonomes mais vassales de la « Sublime Porte » ; mais les Puissances s'opposent à ce plan.
La mort d'Alexandre et l'avènement de Nicolas Ier changent la donne. Ce dernier adresse en effet un ultimatum à l'Empire ottoman, le 16 mars 1826, alors que les Turcs aidés de la flotte et d'une armée égyptiennes répriment cruellement l'insurrection grecque (siège de Missolonghi). Cet ultimatum enjoint au Sultan de respecter la clause VIII du traité de Bucarest. Le sultan s'incline et en octobre est conclue la convention d'Akkerman par laquelle les principautés roumaines et la Serbie sont placées sous la protection du tsar, tout en restant tributaires de l'Empire ottoman.

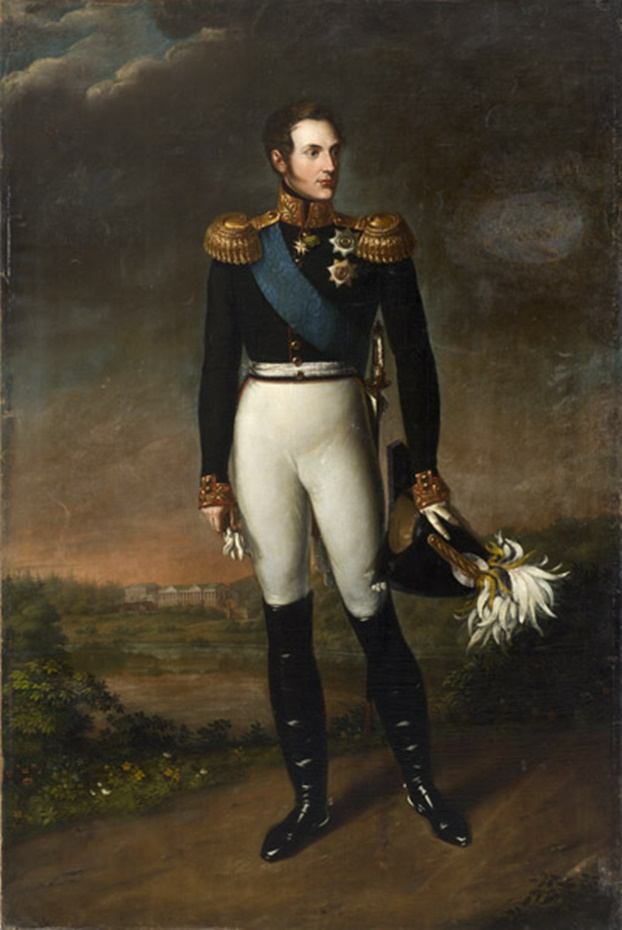
Nicolas Ier par Carl Walther Reval, 1827.

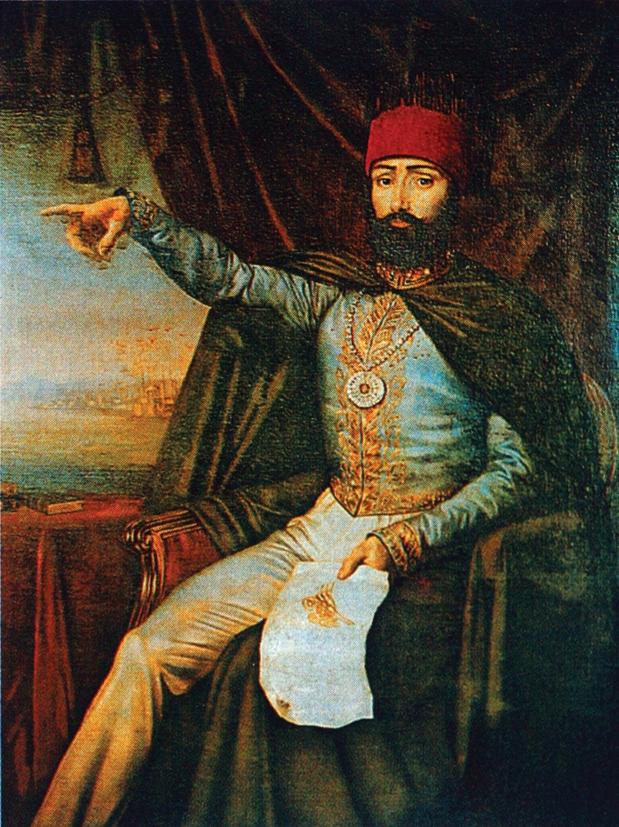
Le sultan Mahmoud II.

Le Royaume-Uni avait tenté un rapprochement avec la Russie mais face à cet élargissement de la zone d'influence russe, Canning persuade le roi de France Charles X de se joindre au traité de Londres signé en juillet 1827, par lequel les trois puissances envisagent la création d'un État grec autonome dans le cadre de l'Empire ottoman. Le 20 octobre 1827, la flotte ottomane est détruite lors de la bataille de Navarin par une flotte anglo-franco-russe. Cet épisode est resté célèbre dans la littérature européenne de l'époque.
Malgré l'appui des opinions européennes favorables à la cause grecque, la destruction de la flotte turque inquiète le nouveau ministre des Affaires étrangères britannique, le duc de Wellington, un conservateur soucieux d'équilibre en Orient et se méfiant des mouvements révolutionnaires. Wellington adopte une attitude menaçante vis-à-vis de la Russie. À ce stade, la Grande-Bretagne développe un discours russophobe qui est conceptualisé par Lord Edward Ellenborough, ministre dirigeant la Compagnie des Indes orientales et qui a cours jusqu'au début du XXe siècle. L'Angleterre, première puissance maritime du monde, ne voulait pas que la Russie se rapproche des Détroits et voulait garder la Turquie, comme la Perse, dans son orbite d'influence (voir « Grand Jeu »).
L'appui moral britannique à la Turquie et la promesse de soutiens logistiques poussent le sultan à dénoncer la convention d'Akkerman. En conséquence de quoi, le 26 avril 1828, le tsar déclare la guerre à l'Empire ottoman.

## Avance russe sur le Danube

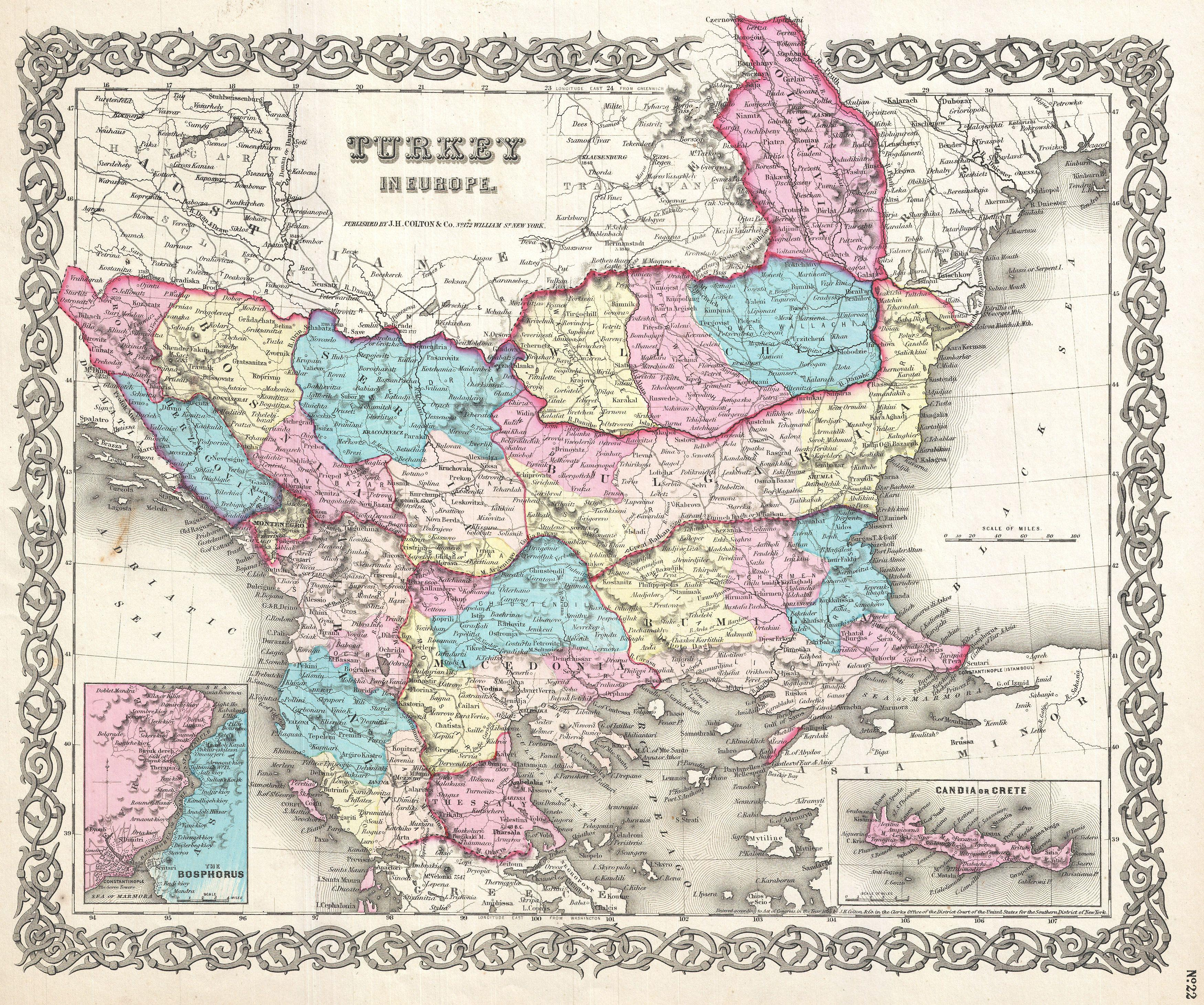
Empire ottoman en Europe, carte par G.W. Colton, 1855.

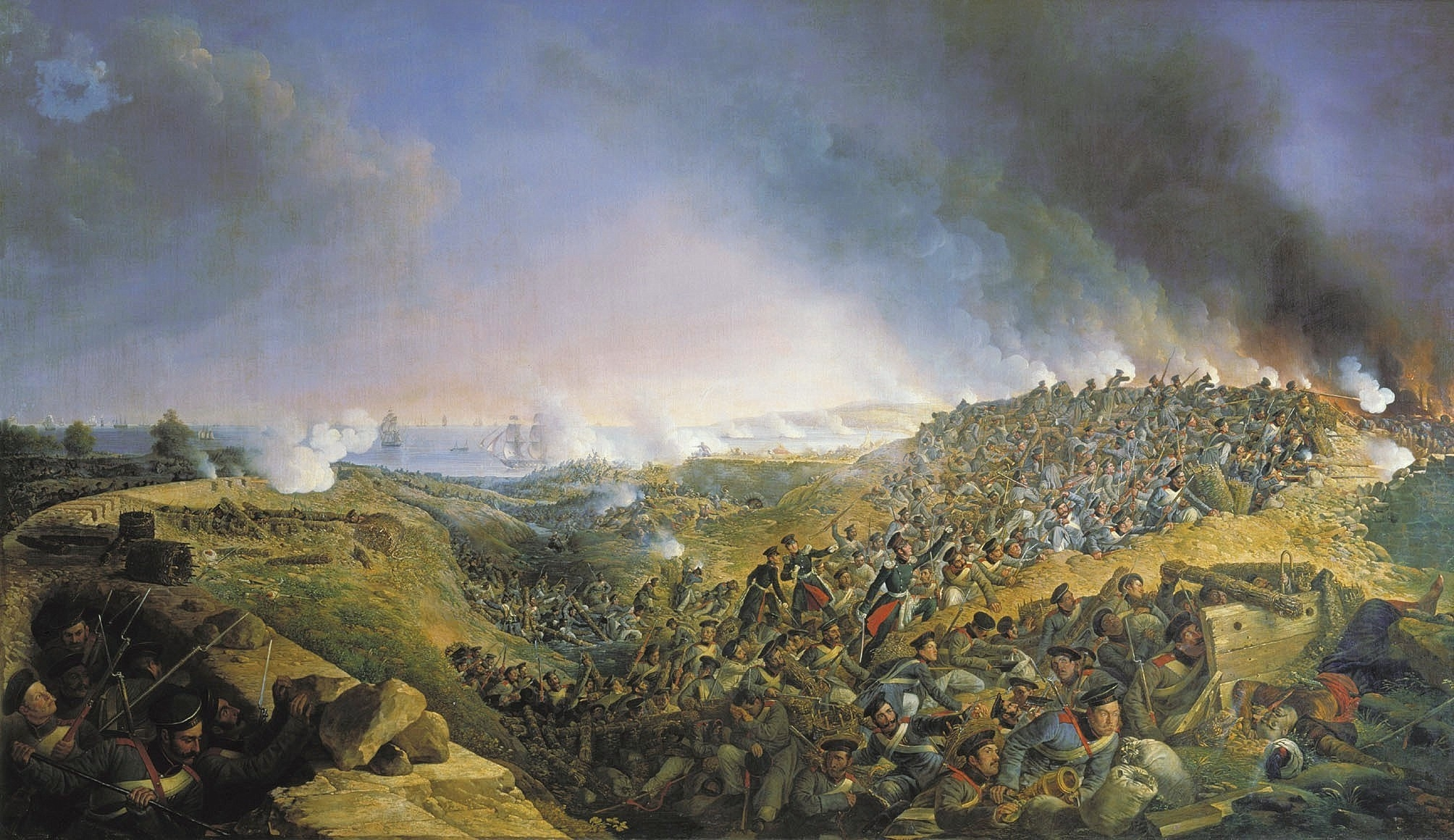
Siège de Varna en 1828, par Alexander Sauerweid, 1836.

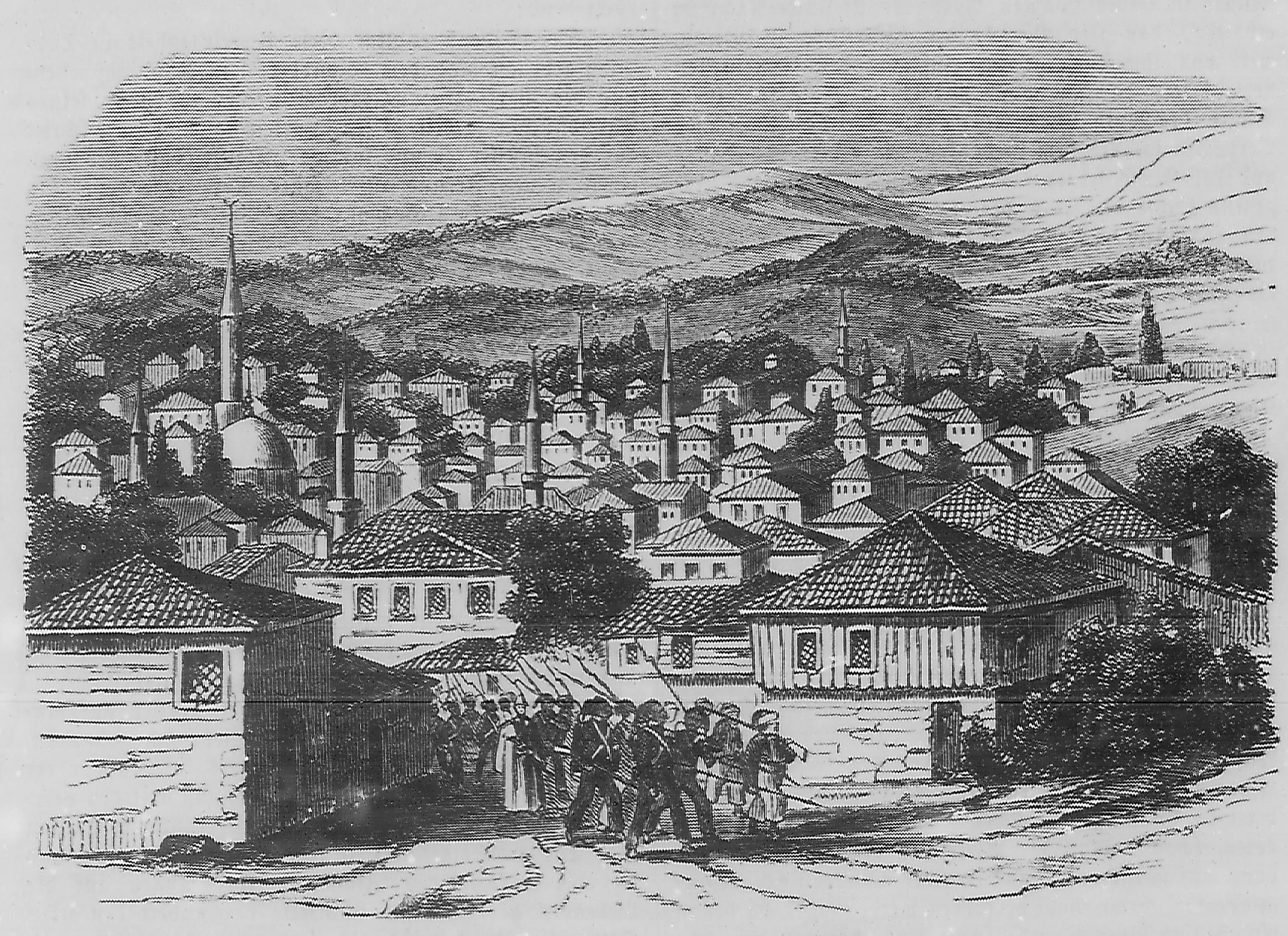
Troupes turques à Choumen, Gartenlaube, 1853.

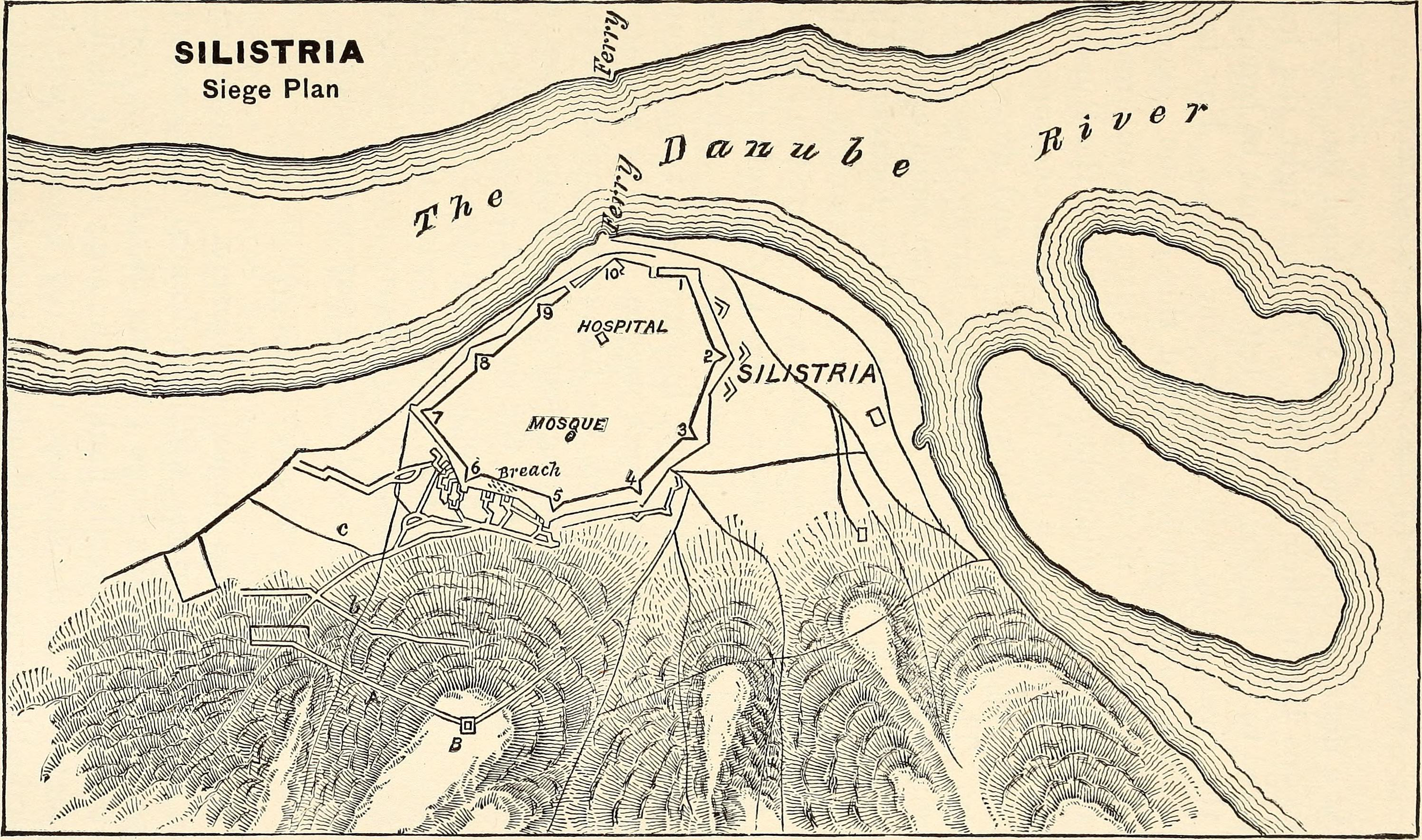
Siège de Silistra.

Au déclenchement des hostilités, l'armée russe compte 92 000 hommes, et l'armée ottomane 150 000. Le général en chef de l'armée russe, le prince Pierre Wittgenstein, entre en Valachie et s'empare de Brăila et de Bucarest où il est accueilli en libérateur. En juin 1828, le gros des troupes russes, commandées par l'empereur Nicolas Ier, traverse le Danube et pénètre en Dobroudja. La nouvelle armée ottomane, en pleine réorganisation après la liquidation des janissaires en 1826, n'est guère en état d'opposer une résistance efficace.
Les Russes mettent ensuite le siège devant trois villes fortifiées de la Bulgarie ottomane : Choumen, Varna et Silistra, capitale du pachalik homonyme. Avec l'aide de la flotte de la mer Noire, commandée par Alexeï Greig, le siège de Varna s'achève par la chute de la ville le 29 septembre. Le siège de Choumen est plus difficile, la garnison ottomane étant supérieure en nombre aux assaillants ; de plus, les Ottomans parviennent à couper les Russes de leurs bases, ce qui entraîne une disette et contribue au déclenchement d'épidémies dans leur troupes. Sur toute la durée de la guerre, les maladies font plus de victimes que les combats. L'hiver approchant, l'armée russe doit abandonner les sièges de Choumen et Silistra, et se retirer en Bessarabie.
En février 1829, Wittgenstein, jugé trop pusillanime par l'empereur, est remplacé par Ivan Dibich, tandis que Nicolas Ier part pour Saint-Pétersbourg. Le 7 mai, Dibitch traverse à nouveau le Danube avec 60 000 hommes et remet le siège devant Silistra. Le 30 mai (julien), une armée ottomane de secours de 40 000 hommes est mise en déroute par Dibitch lors de la bataille de Kyoulevtcha. Silistra tombe aux mains des Russes le 19 juin.

## Avance russe dans le Caucase
La guerre russo-persane de 1826-1828 s'était terminée à l'avantage des Russes par le traité de Turkmanchai signé le 21 février 1828 (10 février dans le calendrier julien). Le prince Menchikov, qui commande les troupes sur la frontière de la vice-royauté du Caucase, ouvre les opérations en mai 1828 : il s'empare d'Anapa, petite forteresse d'Abkhazie, puis de Poti et du littoral de Mingrélie. Cependant, il est rappelé avec la flotte pour prendre part au siège de Varna. Le vice-roi Ivan Paskevitch prend le commandement des opérations. Il marche sur Kars, principale forteresse ottomane sur la frontière. Le 1er juillet, il met en fuite un corps de cavalerie ottoman de 3 000 hommes et, le 5 juillet, donne l'assaut à la ville qui capitule. 2 000 Turcs sont tués dans la bataille, 3 000 soldats et 51 canons capturés. Une armée de secours ottomane de 15 000 hommes, qui s'approchait de Kars, bat en retraite.
Paskevitch marche ensuite sur Akhalkalaki, qu'il prend le 5 août, puis sur Akhaltsikhe. Les Ottomans ont rassemblé 30 000 hommes autour de la ville, capitale du pachalik de Tchildir. L'armée russe traverse les montagnes et, laissant 5 bataillons devant la ville, Paskevitch va affronter l'armée principale avec 8 bataillons, sa cavalerie et 25 canons. Le 22 août, les Turcs, voyant l'armée russe peu nombreuse, sortent de leur retranchement pour les affronter, mais ils sont battus et refluent en désordre : les Russes s'emparent de leur campement, prenant 3 000 prisonniers, 12 canons, 13 drapeaux et des approvisionnements importants. Puis, il met le siège devant la ville et s'en empare le 28 août : les Ottomans perdent 15 000 tués et prisonniers et 67 canons.

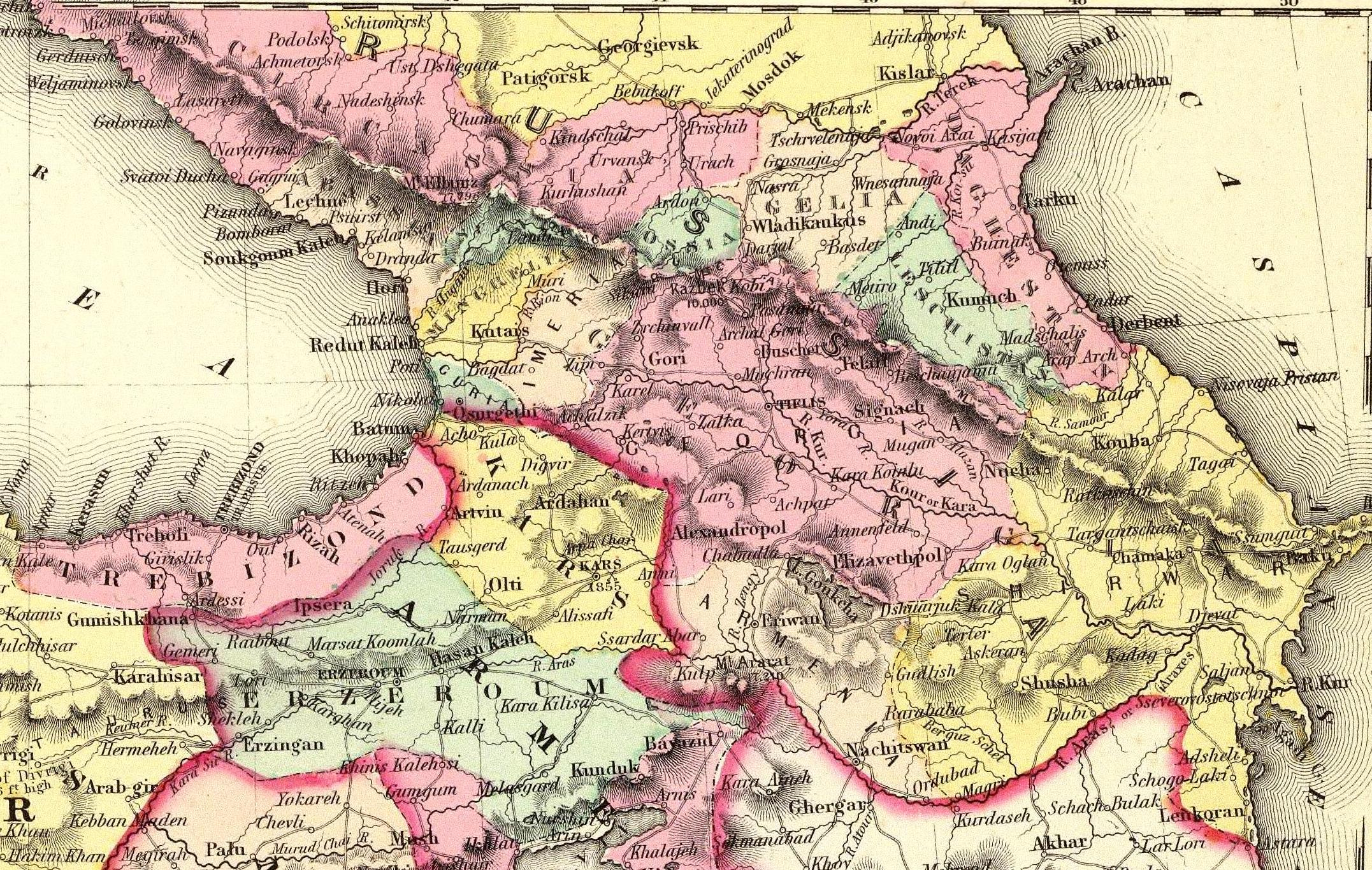
Arménie ottomane et Caucase, carte de G.W. Colton, 1856.

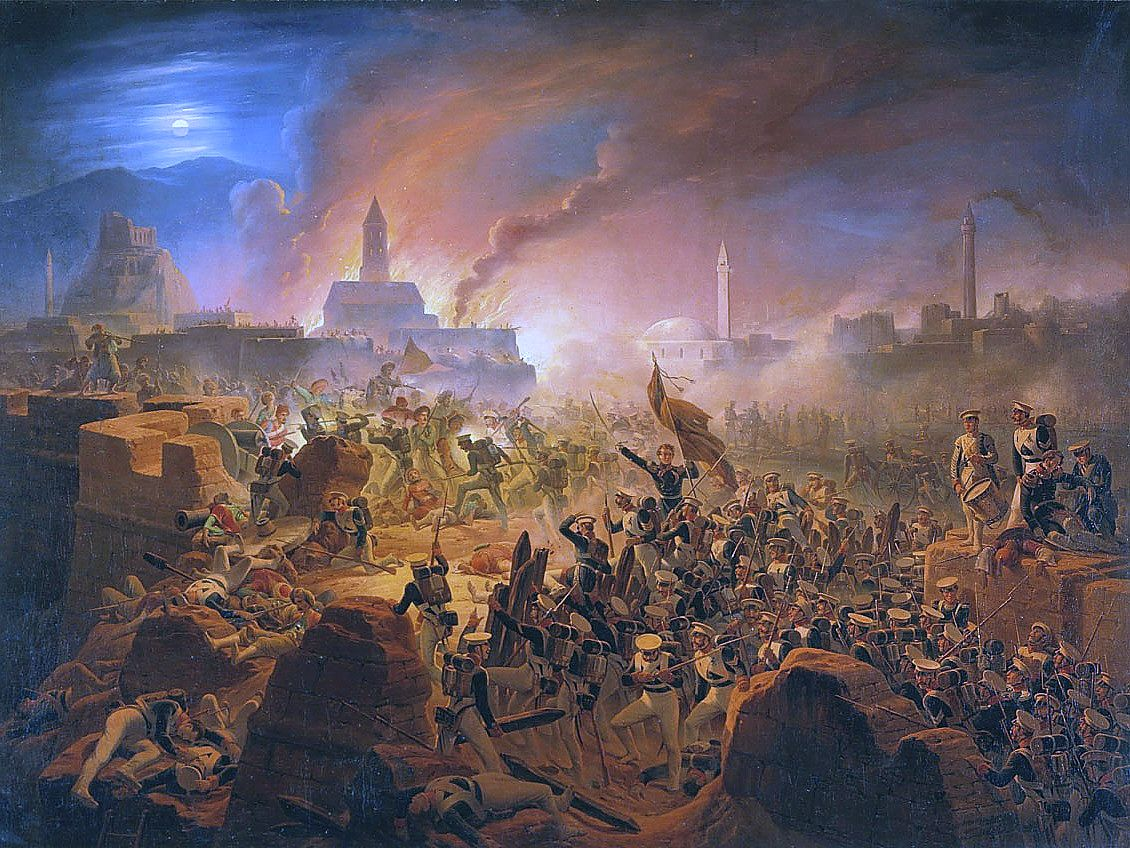
Siège d'Akhaltsikhe en 1828, par January Suchodolski, 1839.

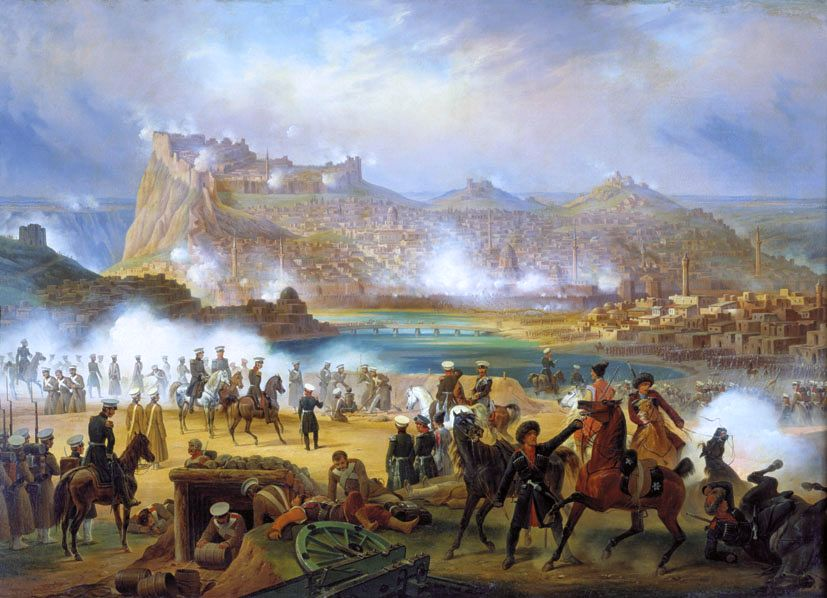
Siège de Kars en 1828, par January Suchodolski, 1839.

Les Russes s'emparent ensuite de plusieurs petites places, Artzkoura, Beyazit, Ardahan, Toprakkale et Diyadin. Leur armée est harcelée par les Kurdes mais les met en échec le 30 octobre près de Toprakkale. Paskevitch ramène alors ses troupes dans leurs quartiers d'hiver à Tiflis.
En mars 1829, les Ottomans entreprennent de contre-attaquer sur les frontières de la Géorgie. Ahmet Pacha, gouverneur d'Adjarie, marche avec 20 000 hommes sur Akhaltsikhe tandis que l'armée principale du sérasker (général en chef) Salih Pacha se rassemble pour marcher sur Kars. Les forces russes, dispersées et peu nombreuses, réagissent cependant efficacement : le général Hesse entre en Adjarie et bat les Ottomans près de Poti tandis qu'un autre corps russe commandé par Mouraviev et Bourtzov attaque Ahmet Pacha et l'oblige à lever le siège d'Akhaltsikhe. Entre-temps, le pacha de Van a mis le siège devant Beyazit avec 10 000 hommes.
En mai 1829, Paskevitch, ayant rassemblé ses forces, avance entre Kars et Ardahan avec 14 bataillons d'infanterie, deux régiments de cavalerie de ligne, 5 régiments de cosaques, 3 000 hommes de troupes irrégulières asiatiques et 70 canons. Il cherche à empêcher la réunion des deux principales armées ottomanes, celle du sérasker Salih Pacha (30 000 hommes) et celle de Haky Pacha (20 000 hommes). Le 30 juin, il livre bataille à l'armée du sérasker au mont Soğanli près d'Ardanuç et la bat complètement. Le 2 juillet, il tombe sur l'armée de Haky Pacha qui ignorait encore la défaite du sérasker et le bat à son tour.
Paskevitch marche alors sur Erzurum, capitale de la province homonyme et la plus importante place militaire et commerciale de l'Anatolie orientale. Les Russes entrent à Köprüköy puis à Hasankale qui se rendent sans combat. Le 7 juillet, Paskevitch arrive devant Erzurum et propose à Salih Pacha de se rendre pour éviter une effusion de sang mais les officiers ottomans s'opposent à une reddition. Les forces russes s'emparent de la position du Top-Dagh qui domine la ville et commencent à la bombarder. Le 9 juillet, Salih Pacha capitule. Cette victoire vaut à Paskevitch d'être décoré de l'ordre de Saint-Georges de première classe.
Le pacha de Van, qui avait levé le siège de Beyazit pour marcher au secours d'Erzurum, apprend que celle-ci a capitulé et retourne défendre sa province. Le sandjak de Hınıs se rend. Le 31 juillet, le général Bourtzov prend d'assaut Bayburt, ville qui commande l'accès d'importantes mines de cuivre. Les Ottomans tentent de mobiliser les montagnards lazes et les Kurdes de Tercan pour qu'ils marchent sur Bayburt mais ceux-ci sont battus par les Russes. Le 12 août, le pacha de Trébizonde arrive à son tour avec une armée importante au village de Chartz près de Bayburt : Bourtzov est tué dans le combat et son armée se retranche dans la ville. Paskevitch marche alors vers Bayburt et attaque les Ottomans à Chartz : après une dure bataille, les 20 et 21 août, ceux-ci doivent battre en retraite vers Trébizonde. Entre-temps, le prince Argoutinski-Dolgorouki, à la tête d'un corps de cavalerie de musulmans de Russie, reprend aux Turcs le château d'Oltu que les Russes avaient évacué par erreur et, le 18 août, le général Hesse bat les Turcs à la frontière de la Gourie. Paskevitch se prépare alors à marcher sur Trébizonde quand il apprend que la paix a été conclue à Andrinople.

## Les Russes menacent Constantinople

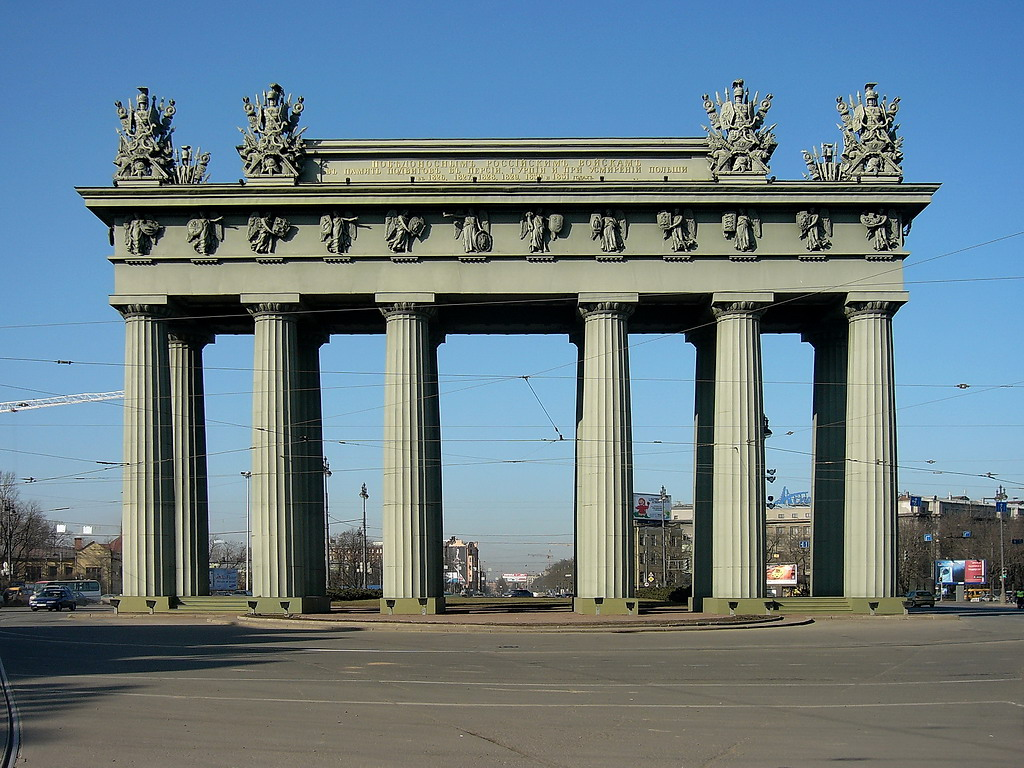
L'arc de triomphe de Moscou érigé en 1834 pour célébrer la victoire de la Russie.

Le 2 juillet, Dibitch lance une offensive à travers le Grand Balkan, la première dans l'histoire militaire russe depuis les campagnes de Sviatoslav Ier au Xe siècle. 35 000 hommes contournent ainsi Choumen par l'est et marchent vers Constantinople. Bourgas tombe le 12 juillet. Le 28 août, Dibitch est à soixante-huit kilomètres de Constantinople, ce qui déclenche la panique dans la capitale.

## Traité d'Andrinople

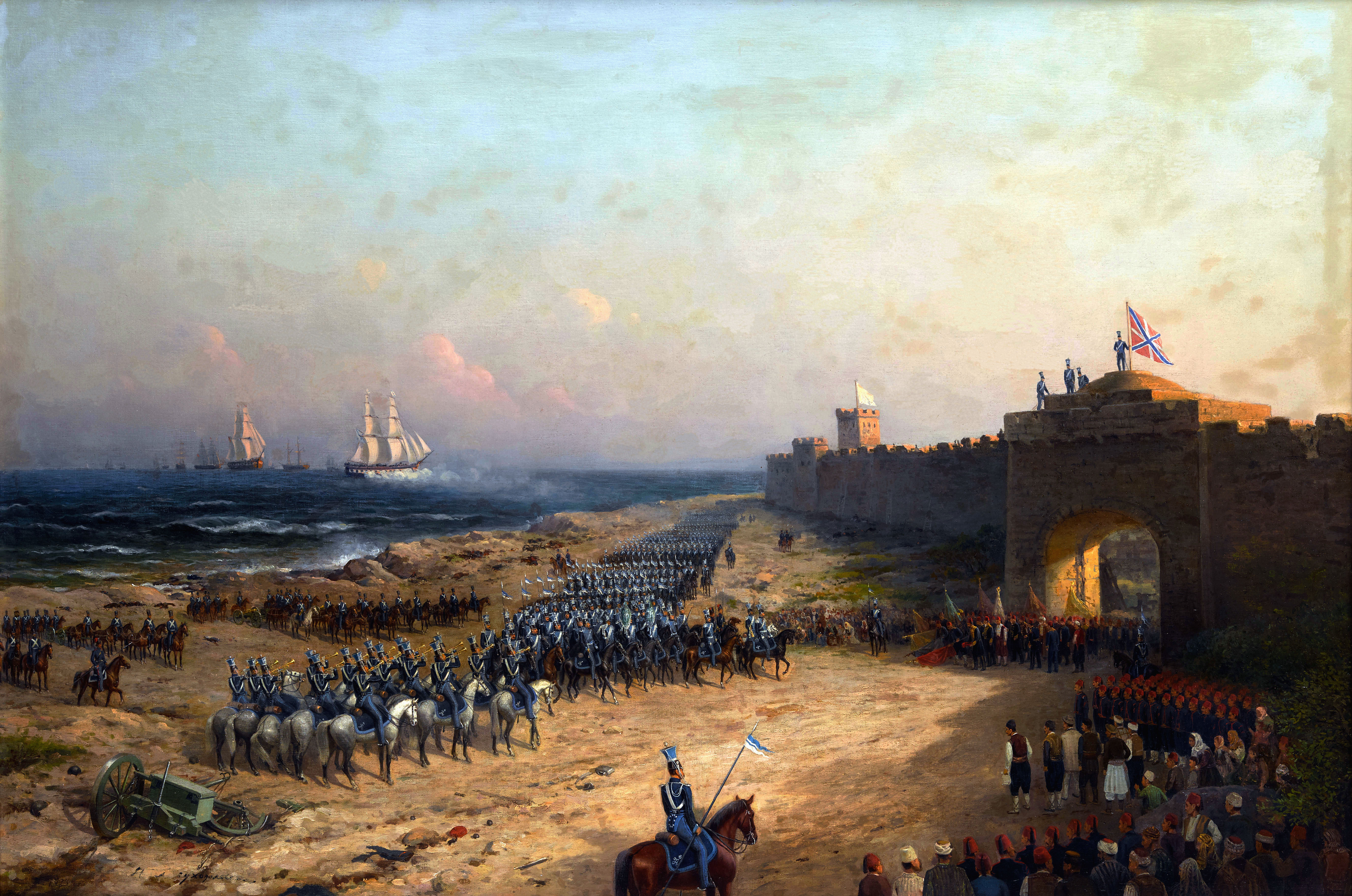
La guerre Russo-Turque peint par Pierre Suchodolski 1878.

Le sultan se voit alors contraint de demander la paix, conclue à Andrinople le 14 septembre 1829. Ce traité permet à la Russie de renforcer son contrôle sur la mer Noire, sur des rives peuplées de chrétiens orthodoxes, pontiques et géorgiens sur la rive caucasienne, roumains et russes sur la rive occidentale. L'Empire ottoman reconnaît la souveraineté russe sur la Géorgie, une partie de l'Arménie et le delta du Danube (qu'elle gardera jusqu'en 1856). La principauté de Serbie obtient l'autonomie au sein de l'Empire ottoman. La Russie est autorisée à établir un protectorat sur la Moldavie et la Valachie, vassales de l'Empire ottoman depuis le XVe siècle. Ce protectorat sert de garantie pour le paiement des lourdes indemnités de guerre que se voit imposer la Turquie. La question des détroits n'est réglée que quatre ans plus tard, par le traité d'Unkiar-Skelessi. Enfin, l'Empire ottoman est obligé d'accepter le protocole de Londres (1829) établissant l'autonomie grecque au sud de la ligne Arta-Vólos. Ce traité, pourtant relativement modéré vu l'ampleur de la défaite turque, ne manque pas de provoquer les protestations de l'Angleterre, et relance l'affrontement indirect du « Grand Jeu ».
En fait, les seules acquisitions d'importance stratégique pour la Russie furent les forteresses de Poti et d'Anapa sur la mer Noire, et le delta du Danube ; la Circassie, indépendante de facto et jamais pacifiée par les Turcs, est contrôlée par les Russes.